# Izabela Jerozolimska
Izabela Jerozolimska (ur. 1170, zm. 5 kwietnia 1205) – królowa Jerozolimy 1192–1205.

## Życiorys
Izabela była córką króla Amalryka I i jego drugiej żony Marii Komneny. Zanim jej ojciec ożenił się z jej matką, był żonaty z Agnieszką de Courtenay, z którą miał dwoje dzieci – Sybillę i Baldwina – starsze przyrodnie rodzeństwo Izabeli. W 1162 jego pierwsze małżeństwo zostało anulowane, ale dzieci, które z niego miał, zostały uznane. W 1167 ożenił się z matką Izabeli, a w 1174 zmarł. W 1177 matka Izabeli wyszła za mąż za Baliana, barona Ibelinu i miała z nim co najmniej czworo dzieci – m.in. Jana z Ibelinu – młodsze przyrodnie rodzeństwo Izabeli.
Izabela wychowała się na dworze swojej matki i ojczyma w Nablusie. Poeta Ambroży opisał ją jako śliczną dziewczynę, a muzułmański kronikarz Imad ad-Din al-Isfahani pisał, że ma czarne włosy i bladą cerę. Miała czterech mężów: Onufrego IV z Toron, Konrada z Montferrat, Henryk II z Szampanii i Amalryka de Lusignan, z których trzej ostatni wraz z nią władali Królestwem Jerozolimskim.
W 1180, w wieku 8 lat Izabela została zaręczona z Onufrym IV. Poślubiła go w 1183 – miała wtedy 11 lat, a pan młody – 16 lub 17. Małżeństwo zaaranżował jej brat Baldwin IV, aby spłacić rodzinie Onufrego honorowy dług (dziadek Onufrego – Onufry II z Toron uratował królowi życie pod Banjas, a sam otrzymał śmiertelną ranę) oraz wyrwać Izabelę spod wpływów rodu Ibelinów. Ślub odbył się w Keraku, zamku należącym do matki Onufrego – Stefanii de Milly i jej kolejnego męża – Renalda de Chatilon. W czasie uroczystości weselnych Kerak został zaatakowany przez wojska Saladyna, który, dowiedziawszy się o weselu, uzyskał informację gdzie mają nocować nowożeńcy i zakazał ostrzeliwania z katapult tego obszaru.
Baldwin IV zmarł na wiosnę 1185, a jego następcą został małoletni syn Sybilli z jej pierwszego małżeństwa – Baldwin V. Baldwin V był chorowitym dzieckiem i zmarł w lecie 1186. Wtedy królową i królem Jerozolimy została starsza siostra Izabeli – Sybilla i jej drugi mąż – Gwidon de Lusignan. Przeciwnicy Gwidona, w tym matka Izabeli, jej ojczym i Rajmund z Trypolisu, ogłosili królową Izabelę. Spodziewali się, że Onufry poprze pretensje żony do tronu, ale Onufry nie pragnął korony. Małżeństwo Izabeli i Onufrego rozwiązano, a 24 listopada 1190 Izabela poślubiła znacznie starszego od siebie Konrada z Montferratu. W lipcu 1190, w czasie epidemii zmarła Sybilla i jej dwie córki, a wdowiec po niej stracił prawa do korony. Izabela została królową Jerozolimy, a Konrad de jure uxoris królem Jerozolimy. Para miała razem córkę:
- Marię Jerozolimską (1192/93 - 1215), królową w latach 1210-15, od 1210 zamężną z Janem z Brienne,

28 kwietnia 1192 Konrad został zamordowany przez sektę assasynów. Izabela szybko poślubiła Henryka z Szampanii (1166-1197), siostrzeńca królów Anglii i Francji. Miała z nim trzy córki:
- Marię z Szampanii (ur. 1193 i zmarła młodo),
- Alicję z Szampanii (Alix) (1195-1246), która poślubiła (1) Hugo I – późniejszego króla Cypru, (2) Boemunda V – księcia Antiochii, (3) Raoula de Soissons,
- Filipę z Szampanii (1196-1250), która poślubiła Erarda de Brienne.

W styczniu 1198 poślubiła Amalryka de Lusignan, owdowiałego króla Cypru, starszego brata zmarłego szwagra Izabeli – Gwidona de Lusignan. Izabela i Amalryk mieli troje dzieci:
- Sybillę Lusignan (1198-1230), która poślubiła Leo II – króla Małej Armenii,
- Melisendę Lusignan (ur. 1200, zm. po 1249), która poślubiła Boemunda IV Jednookiego – księcia Antiochii,
- Amalryka (1201-1205).